# Wjatscheslaw Alexandrowitsch Krotow
Wjatscheslaw Alexandrowitsch Krotow (russisch Вячеслав Александрович Кротов; * 14. Februar 1993 in Astrachan) ist ein russischer Fußballspieler.

## Karriere
Krotow begann seine Karriere beim FK Dynamo Moskau. Zur Saison 2011/12 wechselte er zum Zweitligisten Wolgar-Gasprom Astrachan. Dort gab er im Mai 2011 sein Debüt in der Perwenstwo FNL. In seiner ersten Zweitligasaison kam er zu 24 Einsätzen, in denen er ein Tor erzielte. Zur Saison 2012/13 wechselte er zum Erstligisten Spartak Moskau, bei dem er aber zunächst für die U-19 spielen sollte. Im Mai 2013 gab er dann gegen Krylja Sowetow Samara sein Debüt für die Profis der Moskauer in der Premjer-Liga. Dies blieb in jener Spielzeit zugleich sein einziger Einsatz. Ab der Saison 2013/14 kam der Angreifer primär für die neu geschaffene Reserve in der Perwenstwo PFL zum Einsatz. Für diese absolvierte er in der ersten Spielzeit 23 Partien, in denen er sechsmal traf. In der Saison 2014/15 kam er zu zehn Einsätzen für die Profis, in denen er dreimal traf, sowie 17 Drittligaeinsätzen für Spartak-2, das zu Saisonende in die FNL aufstieg.
Nach sieben Zweitligaeinsätzen zu Beginn der Saison 2015/16 wechselte Krotow im August 2015 zum FK Ufa. In seiner ersten Saison in Ufa kam er zu 20 Einsätzen, in denen er zweimal traf. In der Saison 2016/17 absolvierte er 24 Partien in der Premjer-Liga, blieb allerdings ohne Torerfolg. In der Saison 2017/18 gelangen dem Angreifer drei Treffer in 15 Einsätzen. In der Spielzeit 2018/19 spielte er 19, in der Saison 2019/20 21 Mal. In der Saison 2020/21 absolvierte er 23 Partien. In der Saison 2021/22 blieb der Offensivmann wieder ohne Torerfolg in 25 Saisoneinsätzen, mit Ufa stieg er zu Saisonende aus dem Oberhaus ab.
Krotow blieb der Liga allerdings erhalten und schloss sich zur Saison 2022/23 dem FK Nischni Nowgorod an. Für Nischni Nowgorod kam er in jener Saison zu 23 Einsätzen im Oberhaus, in denen er zweimal traf. Im September 2023 wurde er an den Zweitligisten Alanija Wladikawkas verliehen.

## Persönliches
Sein Vater Alexander war ebenfalls Fußballspieler und wurde später Trainer. Als Trainer von Astrachan verhalf er Wjatscheslaw zu seinem Profidebüt.